# Digitalt billede
Et digitalt billede er et billede sammensat af billedelementer, også kendt som pixels, hver med endelige, diskrete mængder af numerisk repræsentation for dets intensitet eller gråniveau, der er et resultat af dets todimensionelle funktioner, der inddateres af dets rumlige koordinater angivet med x, y på henholdsvis x-aksen og y-aksen. Afhængigt af om billedopløsningen er fast, kan den være af vektor- eller rastertype. Begrebet "digitalt billede" refererer ofte til rasterbilleder eller bitmapbilleder (i modsætning til vektorbilleder).

## Raster
Rasterbilleder har et endeligt sæt digitale værdier, kaldet billedelementer eller pixels. Det digitale billede indeholder et fast antal rækker og kolonner af pixels. Pixels er det mindste enkeltstående element i et billede, der har forældede værdier, der repræsenterer lysstyrken af en given farve på et bestemt punkt.
Typisk lagres pixels i computerhukommelsen som et rasterbillede eller rasterkort, en todimensional række af små heltal. Disse værdier transmitteres eller gemmes ofte i en komprimeret form.
Rasterbilleder kan skabes ved hjælp af en række inddateringsenheder og -teknikker, såsom digitalkameraer, skannere, koordinat-målemaskiner, seismografisk profilering, luftbåren radar med flere. De kan også syntetiseres ud fra vilkårlige ikke-billeddata, såsom matematiske funktioner eller tredimensionelle geometriske modeller; sidstnævnte er et stort underområde inden for computergrafik. Forskningsfeltet digital billedbehandling er studiet af algoritmer til at transformere dem.

### Rasterfilformater
De fleste brugere kommer i kontakt med rasterbilleder gennem digitalkameraer, som bruger et af flere billedfilformater .
Nogle digitalkameraer giver adgang til næsten alle de data, kameraet fanger, ved hjælp af et råbilledformat. Universal Photographic Imaging Guidelines (UPDIG) foreslår, at disse formater bruges, når det er muligt, da råfiler giver billeder af den bedste kvalitet. Disse filformater giver fotografen og den, der skal fremkalde eller behandle billedet, den største grad af kontrol med og nøjagtighed i resultatet. Deres brug er hæmmet af proprietære oplysninger (forretningshemmeligheder) hos nogle kameraproducenter, men der har været initiativer som OpenRAW for at påvirke producenter til at frigive disse optegnelser. Et alternativ kan være Digital Negative (DNG), et proprietært Adobe-produkt, der beskrives som "det offentlige arkivformat for digitalkamera-rådata". Selvom dette format endnu ikke er universelt accepteret, vokser støtten til produktet, og stadig flere professionelle arkivarer og konservatorer, der arbejder for respektable organisationer, foreslår eller anbefaler DNG på forskellig vis til arkivformål.

## Vektor
Vektorbilleder er resultatet af matematisk geometri (vektor). I matematiske termer består en vektor af både en størrelse, eller længde, og en retning.
Ofte vil både raster- og vektorelementer blive kombineret i ét billede; for eksempel i tilfælde af et reklameskilt med tekst (vektor) og fotografier (raster).
Eksempler på vektorfiltyper er EPS, PDF og AI.

## Billedvisning
Billedvisningssoftware viser billeder. Webbrowsere kan vise standardiserede internetbilledformater som JPEG, GIF og PNG. Nogle kan vise SVG-formatet, der er et standard W3C-format. Tidligere, da internettet stadig var langsomt, var det almindeligt at levere forhåndsviste billeder, der blev indlæst og vist på hjemmesiden, før de blev erstattet af det rigtige billede (for at give et foreløbigt indtryk). Nu er internettet hurtigt nok, og forhåndsviste billeder bruges sjældent.
Nogle videnskabelige billeder kan være meget store (for eksempel billedet på 46 gigapixel af Mælkevejen, der er omkring 194 GB stort). Sådanne billeder er svære at downloade og vises normalt online ved hjælp af mere komplekse webgrænseflader.
Nogle seere tilbyder et slideshow-værktøj til at vise en sekvens af billeder.